# P192 «Суми»
«Суми» (до 2021 року — «Окракок»; англ. WPB-1307 «Ocracoke») — патрульний катер типу «Айленд» A-серії, побудований для Берегової охорони США. Бортовий номер P192, названий на честь міста Суми.

## Історія
В складі берегової охорони США катер перебував з 1986 по 2019 рр. під назвою «Ocracoke» (б/н WPB-1307), порт приписки Портленд. Після передачі ВМС України катер отримав назву «Суми» (б/н P192), має увійти до складу дивізіону катерів типу «Айленд», який базуватиметься в акваторії порту «Південний».
Доставлений до Одеси 23 листопада 2021 року разом з однотипним «Фастів» (P193) на борту вантажного судна Ocean Grand. Окрім власне катерів було доставлено й кілька контейнерів із обладнанням та запасними частинами.
В найближчі дні після доставки та спуску на воду пройшов випробування та зарахований до складу ВМС України наказом міністра оборони від 29 листопада 2021 року.

## Командири
- капітан - лейтенант Гречуха Микита (з 2021)[4]